# Der kleine Drache Kokosnuss
Der kleine Drache Kokosnuss (Alternativtitel: Der kleine Drache Kokosnuss – Feuerfeste Freunde) ist ein deutscher Computeranimationsfilm von Hubert Weiland und Nina Wels aus dem Jahr 2014 und ist die Filmadaption der Kinderbücher von Ingo Siegner. Der Kinostart in Deutschland war am 18. Dezember, in Österreich am 19. Dezember 2014. Seit dem 2. November 2015 wird auch die gleichnamige Serie im KiKA ausgestrahlt. Produzentin ist Gabriele M. Walther zusammen mit den o. g. Produzenten.
Im Jahr 2019 kam die Fortsetzung Der kleine Drache Kokosnuss – Auf in den Dschungel! in die Kinos.

## Handlung
Der kleine Drache Kokosnuss und seine Freunde Matilda und Oskar leben gemeinsam auf der Dracheninsel. Alle drei sind etwas anders als der Rest der Inselbevölkerung: Kokosnuss kann nicht fliegen, Oskar ernährt sich ausschließlich vegetarisch und Matilda ist ein Stachelschwein auf einer Insel voller Drachen. Als eines Tages das wertvolle Feuergras aus dem Feuerdrachendorf gestohlen wird, versuchen die drei von den anderen Drachen nicht sonderlich ernst genommenen Freunde, es wieder zurückzubringen. Auf der Suche nach dem Feuergras werden sie immer wieder mit Herausforderungen konfrontiert und erleben so manches Abenteuer, außerdem schließen sie neue Freundschaften. Am Ende schaffen sie es doch wider Erwarten der Einwohner ihrer Heimatinsel, das Feuergras zu finden und wieder an seinen richtigen Platz zu bringen.

## Synchronisation
| Rolle                  | Sprecher                 |
| ---------------------- | ------------------------ |
| Drache Kokosnuss       | Max von der Groeben      |
| Stachelschwein Matilda | Carolin Kebekus          |
| Adele                  | Claudia Michelsen        |
| Drache Oskar           | Dustin Semmelrogge       |
| Ananas                 | Sarah Alles              |
| Mette                  | Sabine Falkenberg        |
| Chef                   | Gudo Hoegel              |
| Herr Klaue             | Tobias Lelle             |
| Opa Jörgen             | Fred Maire               |
| Magnus                 | Robert Missler           |
| Frau Klaue             | Philine Peters-Arnolds   |
| Balduin                | Pierre Peters-Arnolds    |
| Proselinde             | Kerstin Sanders-Dornseif |
| Herbert                | Reinhard Scheunemann     |
| Big Bo                 | Tilo Schmitz             |
| Mini Mo                | Michael Wiesner          |

## Hintergrund
Film und Serie basieren auf den in mehreren Sprachen erhältlichen Büchern des Autors Ingo Siegner.

## Kritik
Der Film erhielt gemischte Bewertungen. In der Internet Movie Database erzielte er eine Bewertung von 5,2 von 10 möglichen Sternen. Bei Filmstarts erreichte er 3 von 5 Punkten.